# Ride On (Izzy Stradlin)
Ride On è il terzo album in studio da solista del musicista statunitense Izzy Stradlin (già Guns N' Roses), pubblicato nel 1999.

## Tracce
1. Ride On – 5:27
2. California – 3:26
3. Spazed – 3:40
4. Primitive Man – 2:43
5. Trance Mission – 3:39
6. Needles – 4:06
7. The Groper – 3:33
8. Here Comes the Rain – 3:56
9. Hometown – 4:10
10. Highway Zero – 2:58

## Formazione
- Izzy Stradlin - voce, chitarra
- Rick Richards - chitarra
- Duff McKagan - basso
- Taz Bentley - batteria